# 헤일리 스트로드
헤일리 스트로드(Haley Strode, 1984년 1월 1일 ~ )는 미국의 배우이다.
오웬즈버러에서 태어났다.

## 출연 작품

### 영화
- Level 26: Dark Revelations 2011 (2011) - 리사 역
- 제스 + 모스 (2011, Jess + Moss)
- Destinea, Our Island (2012) - 리아 밸리 역
- Only in L.A. (2013) - 로런 역
- Watercolor Postcards (2013) - 태미 역
- 갱스터 스쿼드 (2013)

### 텔레비전
- The Astronaut Wives Club (2015)